# (Young) Pioneers
(Young) Pioneers (afwisselend gestileerd als Young Pioneers of The (Young) Pioneers) was een Amerikaanse folkpunkband uit Richmond (Virginia), actief van 1993 tot 1999. Samengesteld uit leden van invloedrijke bands als Born Against, Avail en Ted Leo & the Pharmacists, brachten ze twee albums en talloze singles uit bij Vermiform en Lookout! Records. Een openlijk politieke band met teksten, variërend van overbodige knipoogjes naar radicale helden als George Jackson en Carlos de Jackal tot het beschrijven van de relatie tussen worstelende individuen en de machinerie van onderdrukkende politiek.

## Bezetting
- Adam Nathanson[4] (zang, gitaar, harmonica, keyboards, 1993–1999)
- Tim Barry[5] (basgitaar, zang, 1994–1995)
- Marty Key[6] (basgitaar, gitaar, drums, zang, keyboards, 1995–1999)
- Neil Burke[7] (harmonica, 1993–1994)
- Brooks Headley[8] (drums, zang, 1993–1997)
- Jonathan Fuller[9] (drums, 1997)
- Fred LaPier[10] (drums, 1997–1999)

## Geschiedenis
De band werd gevormd door drie voormalige leden van de hardcore punkband Born Against: zanger en gitarist Adam Nathanson (ook ex-Life's Blood), drummer Brooks Headley (ook ex-Universal Order of Armageddon) en mondharmonicaspeler Neil Burke (ook ex- Life's Blood). Burke's verblijf was kort en zijn vertrek na de debuut-ep van de band bij Vermiform Records werd opgevangen door de zanger/bassist Tim Barry in 1994. Barry werd in 1995 vervangen door bassist Marty Key, bekend als Marty Violence, kort voordat de band tekende bij het in Californië gevestigde punkrocklabel Lookout! Records. Headley verliet de band in 1997 en werd kort vervangen door Jonathan Fuller (van Sleepytime Trio) en meer permanent door Fred LaPier, die de laatste jaren met de band speelde. Na verschillende tournees met bands als At the Drive-In, Avail, Peechees, Karp en The Locust ontbonden ze in februari 1999.
Nathanson en Key bleven samen muziek uitvoeren onder de naam Teargas Rock met drummer Randy Davis (van The Great Unraveling), hoewel de band geen grote publicaties uitbracht en momenteel op pauze staat. Key speelt met Ted Leo and the Pharmacists en heeft een platenwinkel in Richmond, Steady Sounds. Headley trad op in Wrangler Brutes en Skull Control, Fuller in Denali en Engine Down en Burke in Men's Recovery Project, terwijl Barry in Avail bleef en actief werd als soloartiest.

## Discografie
Albums
- 1995: First Virginia Volunteers (lp/cd, Vermiform Records)
- 1998: Free the Young Pioneers Now! (lp/cd, Lookout! Records)

Compilaties
- 1996: Crime Wave (10"/cd, Vermiform Records)

Singles
- 1993: Young Pioneers (7", Vermiform Records)
- 1995: We March! (7", Vermiform Records)
- 1995: Employeers Blacklist (7", Whirled Records/Irony Recordings)
- 1996: V.M.Live Series Presents.. (7", V.M.Live Recordings)
- 1997: On Trial (7", Lookout! Records)

Splitpublicaties
- 1995: Split met The Van Pelt (7"Whirled Records)
- 1997: The Fall of Richmond split met Avail (7", Lookout! Records)
- 1997: Split met Drunk (7", What Else? Records)

Compilatie optredens
- 1997: The Last Great Thing You Did (Lookout! Records)
- 1999: Forward Till Death (Lookout! Records)